# فترة السماح
فترة السماح (بالإنجليزية: Grace Period)‏، هي عبارة عن فترة تكون مباشرة بعد الموعد النهائي المحدد لدفع شئ ما يتم خلالها التنازل عن الرسوم المستحقة المتأخرة والمعروفة أيضا باسم الغرامة المتأخرة، وهي رسوم يتم فرضها على عميل من قبل شركة أو مؤسسة لعدم دفع فاتورة أو ارجاع عنصر مستأجر أو مقترض في تاريخ الإستحقاق. يرتبط استخدامة في الأغلب مع الدائنين أو أماكن التأجير التي تفرض رسوم ووقت محدد لدفعها. يتم احتساب الرسوم المتأخرة بشكل عام على اساس كل يوم على حدا أو هي الإجراءات الأخرى التي كان سيتم اتخاذها لعدم الوفاء بالموعد النهائي بشرط ان يتم الوفاء بالالتزام خلال فترة السماح. يمكن ان تتراوح فترة السماح بين عدد من الدقائق إلى عدد من الأيام أو أشهر ويمكن أن تنطبق في حالات تشمل الوصول إلى وظيفة أو دفع فاتورة أو تلبية متطلبات حكومية أو قانونية.
تشجع المؤسسات دفع الرسوم المتأخرة عن طريق تعليق امتيازات اقتراض أو تأجير العميل حتى يتم دفع الرسوم المتراكمة وأحيانا بعد تجاوز هذه الرسوم لحد معين يتم إصدار الرسوم المتأخرة وتحويل للأشخاص الذين لا يدفعون في الوقت المحدد ولا يحترمون عقد إيجار ولا يتحملون مسؤوليته إلي المسألة القانونية.
في القانون فترة السماح هي فترة زمنية لا يطبق خلالها القانون أو أي جزء من القانون لأنها فترة إعفاء من السداد. لمعرفة فترة السماح في قانون البراءات ، انظر (Novelty (patent .
في الألعاب (سواء ألعاب الفيديو أو ألعاب الحياة الواقعية من الورق وغيرها) ، فإن فترة السماح هي الفترة التي تلي استيقاظ اللاعب وهي فترة لا يمكن فيها ضرب أو قتل اللاعب الجديد أو العائد للعب بعد خسارته - فهي «آمنة» لفترة قصيرة حتى لا يموت بشكل متكرر، مما قد يؤدي إلى الخسارة الاستمتاع في تلك اللعبة.

## أنواع استخدام فترة السماح

### الأعمال
بعض الشركات والمنظمات لا تفرق بين الشخص الذي يتخطى الموعد النهائي ويدفع في فترة السماح خلال وبين الشخص الذي يقوم بذلك قبل الموعد النهائي الأصلي. وبالتالي فإن الشخص الذي فات موعد استحقاقه ولكنه يلتزم بدفع الإستحقاق الذي عليه خلال فترة السماح يتلقى معاملة متساوية ولايتلقى عقوبة أو سمعة سلبية في حالات أخرى قد يحصل العملاء على عقوبة جزئية أقل حدة على سبيل المثال ستفرض العديد من شركات الخدمات العامة رسوما صغيرة على أولئك الذين لا يدفعون فواتيرهم بحلول تاريخ الإستحقاق المحدد. ومع ذلك، سينتظر مزود خدمة المرافق وقتا أطول قبل قطع الخدمة.

#### السياسة
في السياسة، يمكن ملاحظة فترة سماح أو فترة إستجمام أثناء الانتقال إلى إدارة جديدة باعتبارها «فترة أولية من الانسجام وحسن النية»

## الميزات والعيوب
يمكن أن توفر فترات السماح بعض المزايا، على سبيل المثال يمكن للأشخاص الذين يوفون عادة في التزاماتهم في الوقت المحدد. ولكن في الأغلب يتأخرون في حالات نادرة أو ظروف خاصة لتجنب العقوبة والحفاظ على سمعتهم في الوقت المناسب بشرط أن يفوا بالالتزام خلال فترة السماح، مع ذلك قد ينظر المسوفون إلى فترة السماح كمهلة نهائية فعلية وإذا تأخروا أحيانا بسبب ظروف غير متوقعة قد يعانون من العقوبة المطبقة.

## بطاقات الائتمان
في مجال التمويل الشخصي ، فإن فترة السماح هي تلك الفترة التي لا يتم خلالها فرض فائدة على بطاقة الائتمان. انظر فائدة بطاقة الائتمان لمزيد من المعلومات.
يمكن أن تكون أيضًا الفترة الزمنية بعد تاريخ استحقاق الدفع الذي يمكن خلاله دفع الرسوم بدون عقوبة، على سبيل المثال، قد لا يتم فرض الرسوم المتأخرة للدفعات المستحقة في اليوم الأول من الشهر إذا تم دفعها في أو قبل اليوم العاشر من الشهر. 